# Cresswell Road
Cresswell Road – część drogi stanowej nr 16, o długości 62 km, w Australii, na obszarze Terytorium Północnego. Łączy drogę Calvert Road w pobliżu miejscowości Elliott, z drogą Tablelands Highway i Barkly Stock Route.